# Tillandsia jaguactalensis
Tillandsia jaguactalensis là một loài thực vật có hoa trong họ Bromeliaceae. Loài này được I.Ramírez & Carnevali & F.Chi mô tả khoa học đầu tiên năm 2000.